# Levokumszkojei járás

A Levokumszkojei járás a Sztavropoli határterületen

A Levokumszkojei járás (oroszul Левокумский муниципальный район) Oroszország egyik járása a Sztavropoli határterületen. Székhelye Levokumszkoje.

## Népesség
- 1989-ben 42 369 lakosa volt.
- 2002-ben 44 167 lakosa volt.
- 2010-ben 41 499 lakosa volt, melyből 28 589 orosz, 9 155 dargin, 530 avar, 302 kumik, 300 ezid, 254 csecsen, 246 cigány, 233 azeri, 226 koreai, 212 tabaszarn, 139 ukrán, 111 lak, 86 moldáv, 80 lezg, 63 azeri, 57 fehérorosz, 52 asszír, 46 tatár, 39 német, 38 grúz, 28 karacsáj, 27 nogaj, 26 kazah stb.